# Monasterolo del Castello
Monasterolo del Castello ist eine italienische Gemeinde (comune) mit 1146 Einwohnern (Stand 31. Dezember 2023) in der Provinz Bergamo, Region Lombardei.

## Geographie
Monasterolo del Castello liegt 30 km nordöstlich der Provinzhauptstadt Bergamo am östlichen Ufer des Lago di Endine. Die Metropole Mailand liegt 70 km südwestlich des Ortes.
Die Nachbargemeinden sind Adrara San Martino, Adrara San Rocco, Casazza, Endine Gaiano, Fonteno, Grone, Ranzanico und Spinone al Lago.

## Sehenswürdigkeiten
Die ersten Spuren der Pfarrkirche San Salvatore lassen sich bis in das 13. Jahrhundert zurückverfolgen. Im 18. Jahrhundert wurde sie restauriert. Im Inneren enthält sie zahlreiche Kunstwerke.

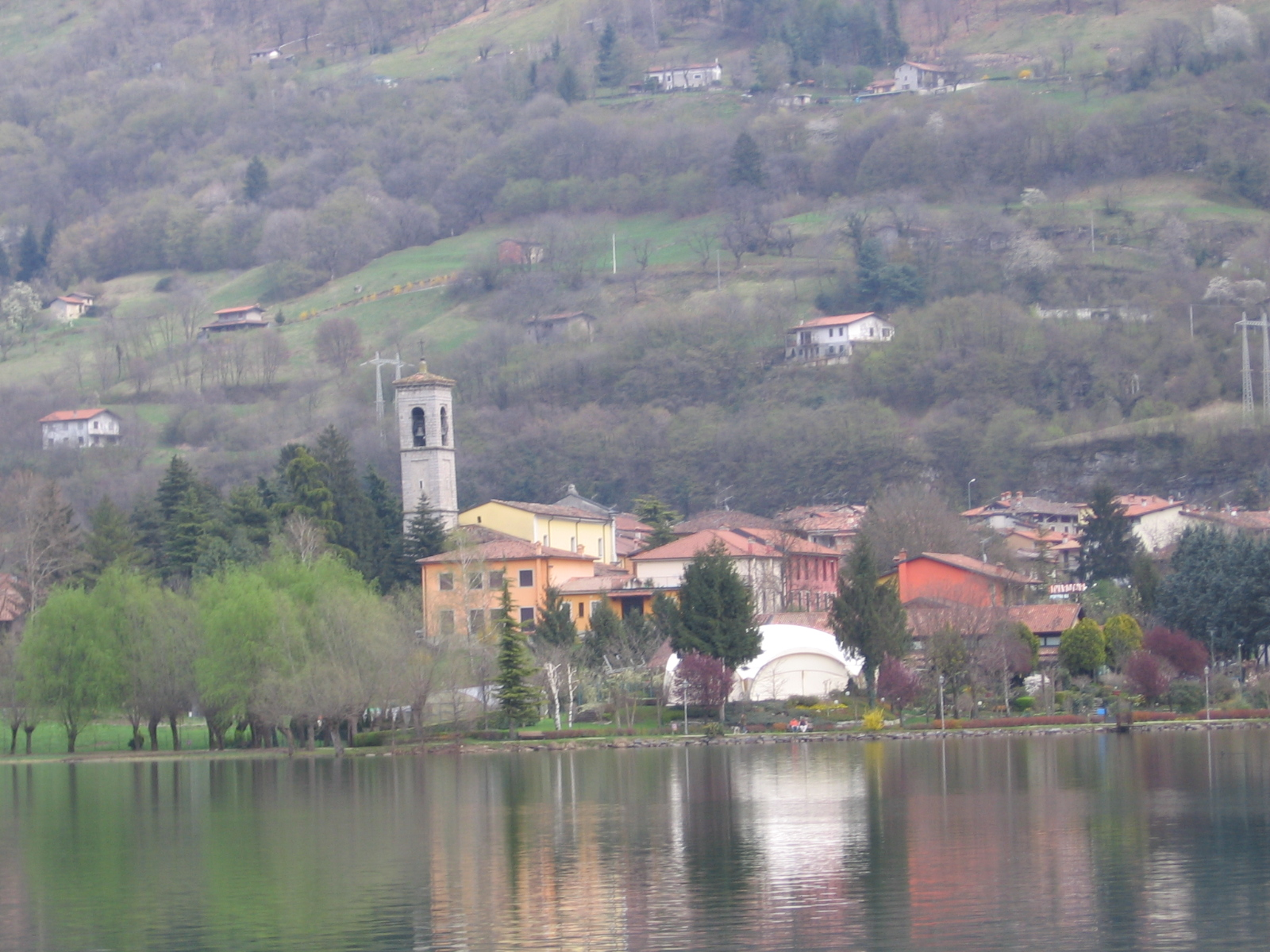
Monasterolo
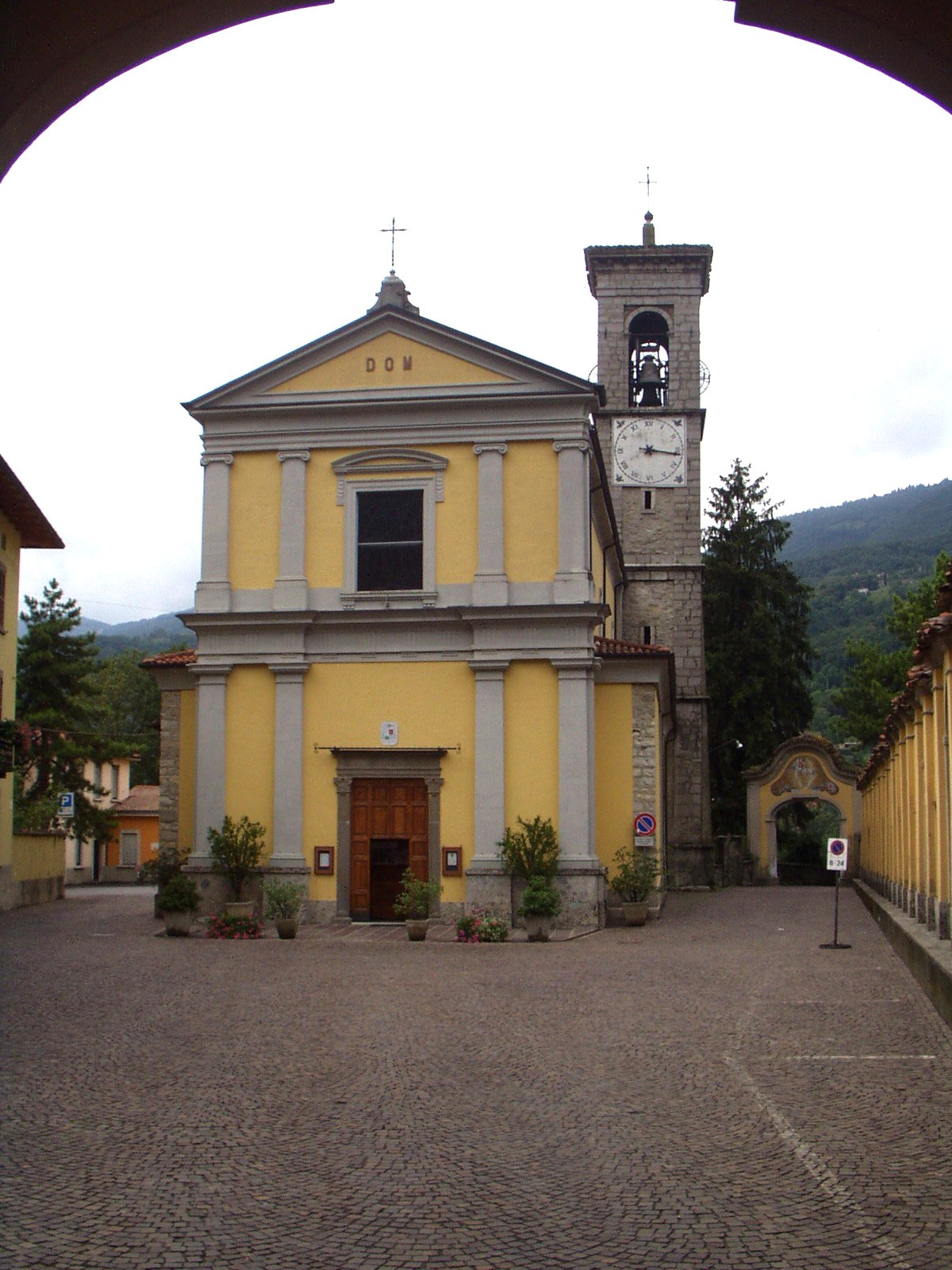
Kirche San Salvatore
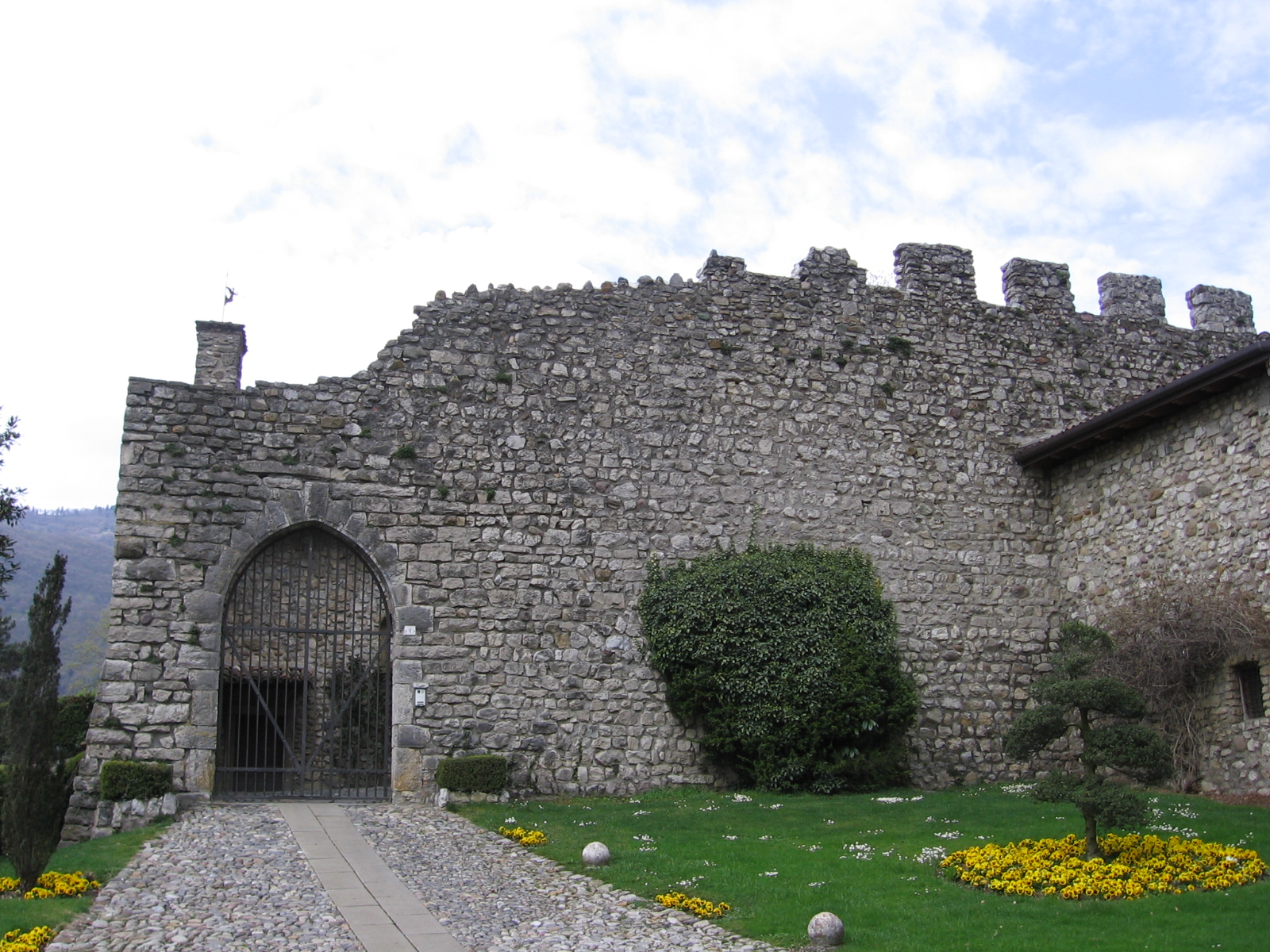
Burg